# Basílica de Santa Giulia

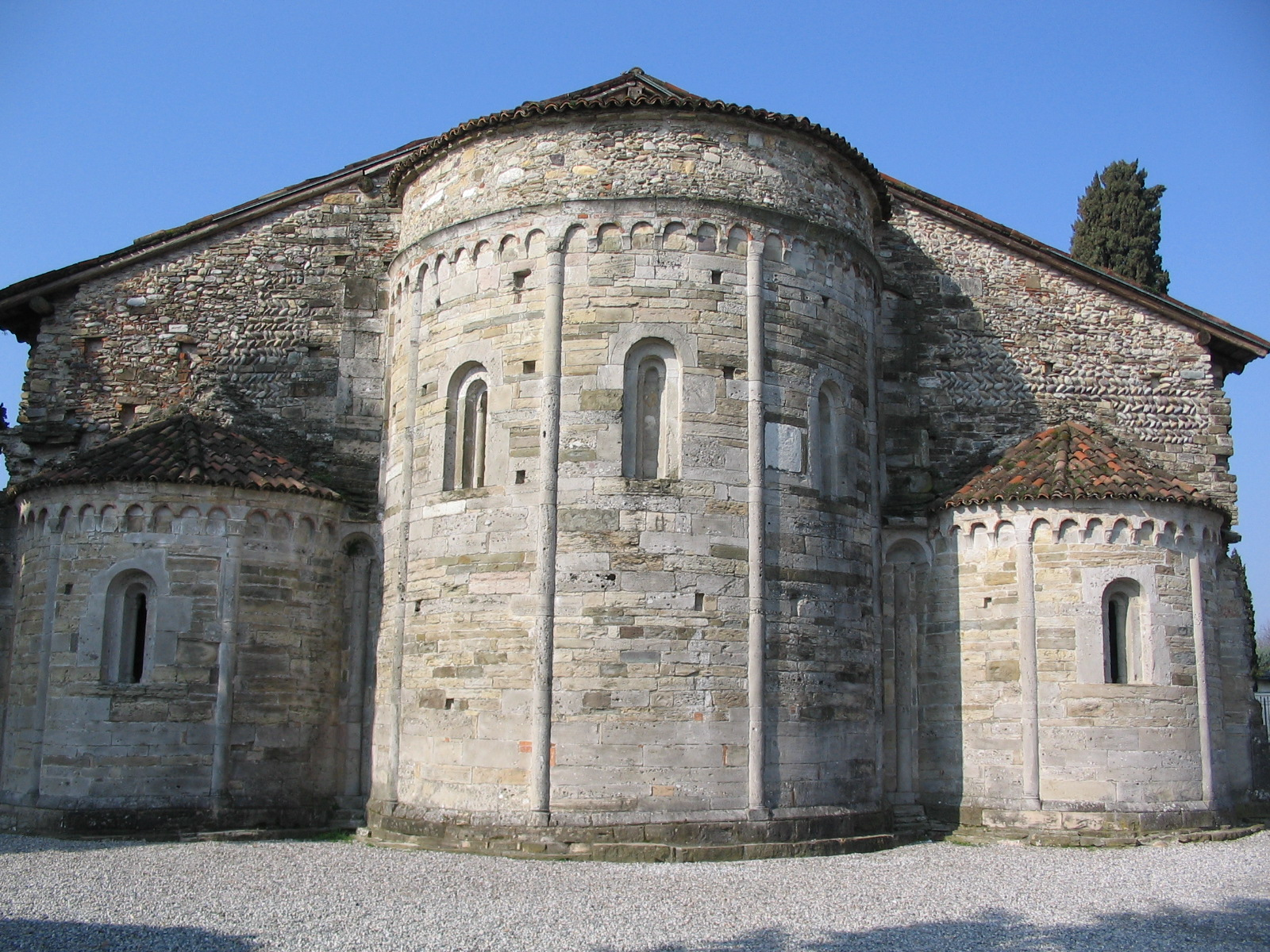
Vista de las ábsides.

La basílica de Santa Giulia de Bonate Sotto, Bérgamo fue construida a inicios del siglo XII en una zona llamada Lesina debido a su cercanía con el río de igual nombre. De la construcción inicial queda solo la parte de las ábsides.

## Historia
No hay una datación precisa para la construcción de la basílica, sino solo indirecta por lo que se ha podido descubrir leyendo la correspondencia papal de aquel entonces. Una carta del Papa Honorio II del 14 de mayo de 1129 dirigida al obispo Ambrosio de Bérgamo y al capítulo de Sant'Alessandro afirmaba:

En relación con la iglesia de Lesina que todavía no ha sido consagrada.

Otras actas oficiales confirmarían la existencia de la basílica en la primera mitad del siglo XII. Sin embargo, no se conoce la persona que la mandó construir ni la motivación.
Se edificó en una localidad habitada llamada Lesina o Lisina que está en una llanura poco distante de Bonate Sotto, a cuya jurisdicción administrativa pertenece. Actualmente es usada como capilla del cementerio.
La devoción popular cree que la iglesia fue fundada por la misma santa Julia de Cartago, mártir, o bien por Teodolinda, reina lombarda, pero ambas creencias no tienen fundamento histórico alguno. Sea el siglo que se conoce para su construcción sea también el estilo de la obra (románico) no permiten datar el edificio en esas fechas. Santa Julia nunca estuvo en Italia y la reina Teodolinda vivió en el siglo VII.
Se puede suponer que la basílica fue una expresión de la pietas de la comunidad de Lesina y al servicio de sus exigencias religiosas y litúrgicas.
Las violentas circunstancias históricas de la época llevaron a la desaparición y dispersión de la comunidad de Lesina y a la consiguiente decadencia de la basílica que concluyó en el siglo XIV. Dado el lamentable estado en que se encontraba por el abandono empezó a ser usada como fuente de materiales de construcción de la zona.

## Arquitectura

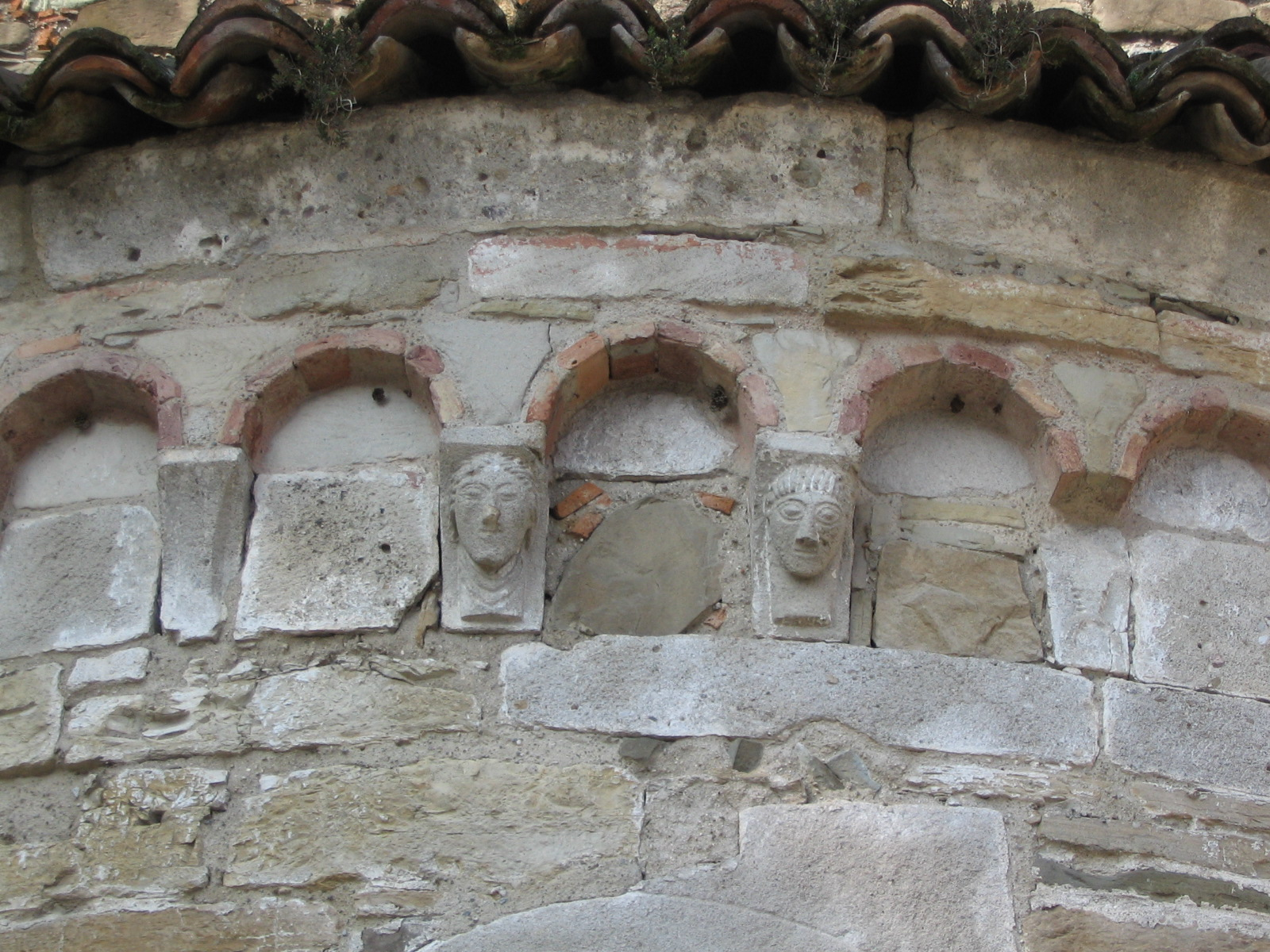
Lesenas de la basílica.

El edificio tiene una estructura arquitectónica basilical con tres naves que culminan en tres ábsides. El interior estaba distribuido en tres intercolumnios de la que solo queda el primero. El techo no es el original aunque todavía quedan partes del muro. La parte que está sin techo fue parte del cementerio de Bonate Sotto y contiene todavía diversos sepulcros y epitafios.
Durante el siglo XVIII se intentó una restauración que elevó casi un metro el ábside central y sustituyó -cambiando la pendiente- la cubierta de piedra de los techos con ladrillos de terracota.
El ábside central, que hoy se usa como capilla del cementerio, fue pintada con frescos en el año 1795 por Baldassarre y Vincenzo Angelo Orelli.
Los restos de la basílica permiten imaginar su forma original y muestran la elegancia de su decoración arquitectónica. Los capiteles internos tenían esculturas de formas zoomorfas, antropomorfas y geométricas mientras la ornamentación de las ábsides era más bien sutil con ventanas separadas por semicolumnas que hacían más ligera la estructura. 
El zócalo de los techos de las ábsides está adornado con un giro de arcos.

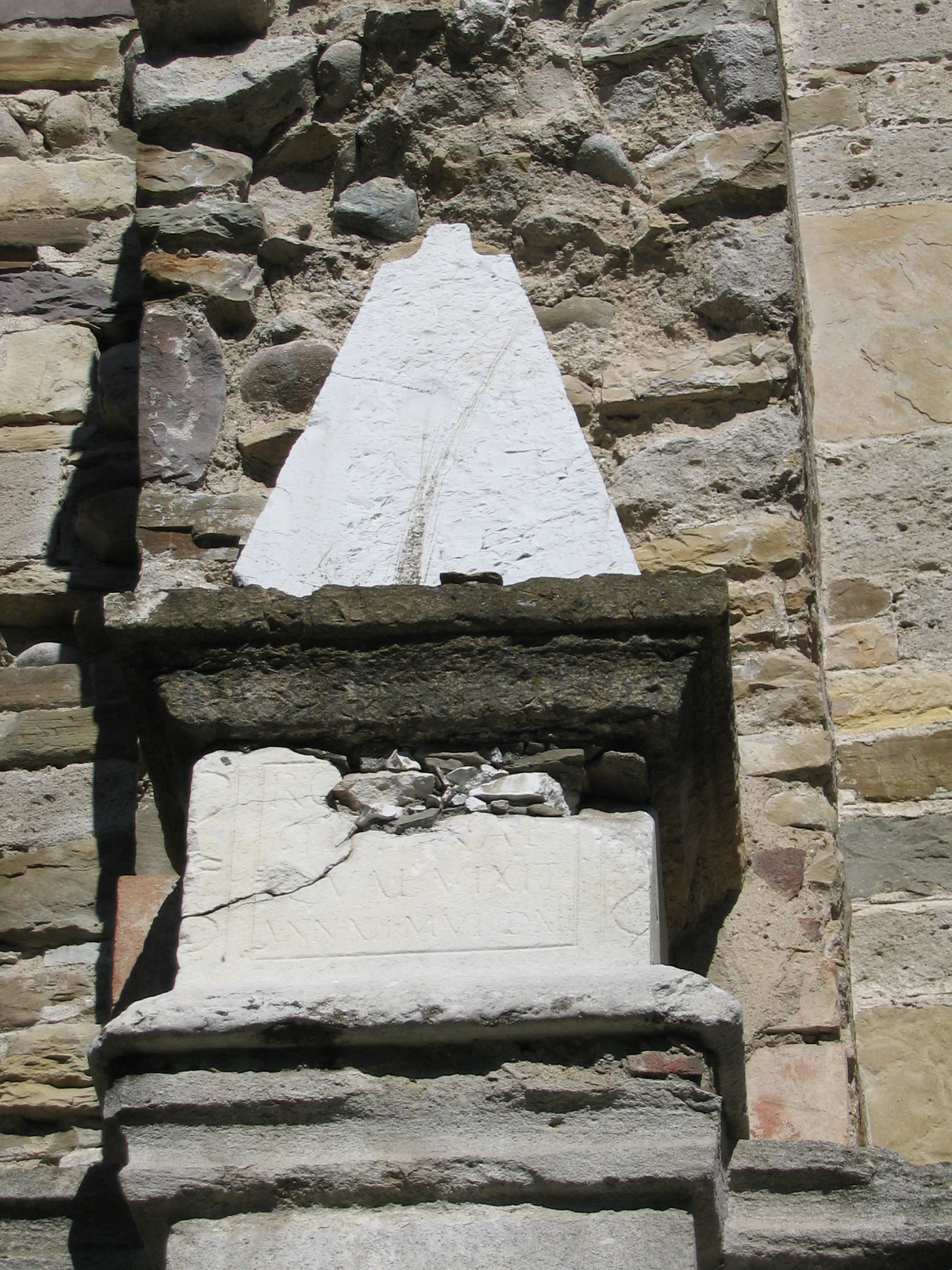
Urna de Tiziana.

La urna cineraria colocada sobre en la columna de la primera nave es la que ha dado origen a la leyenda sobre la presencia de la reina Teodolinda. Según se creía tal urna contenía los restos mortales de una hija de la reina que habría mandado construir la basílica por ese motivo. Se trata de un sepulcro romano que no ha podido ser datado con precisión y que tiene los restos de una chica de unos doce años llamada Tiziana y algunos objetos de oro, quizás de su vestuario. Quedan las siguientes partes de la inscripción:

RO….

TI…NAE

QUAE VIXIT

ANN. XII. M.VII D. XIII

Por tanto, no se trata de un testimonio lombardo, sino de una tumba romana. No se cuenta con más datos.